# Бад-Мускау
Бад-Мускау (нім. Bad Muskau) — місто у Німеччина, у землі Саксонія. Розташоване на річці Ниса-Лужицька, якою з 1945 року проходить німецько-польський кордон, на протилежному березі від польського міста Ленкниця.
Підпорядковане адміністративному округу Дрезден. Входить до складу району Герліц. Центр об'єднання громад Бад-Мускау.
Площа — 15,35 км2. Населення становить 3681 ос. (станом на 31 грудня 2020).
Офіційною мовою в населеному пункті, крім німецької, є лужицькі.

## Адміністративний поділ
Місто поділяється на 3 міські райони.

## Пам'ятки
Всесвітню популярність місто отримало завдяки князю Герману фон Пюклер-Мускау, який розбив навколо свого маєтку гарний ландшафтний парк, що став унікальним шедевром ландшафтно-архітектурного мистецтва. Парк князя Пюклер в Бад-Мускау входить до Списку Всесвітньої спадщини ЮНЕСКО.

## Галерея

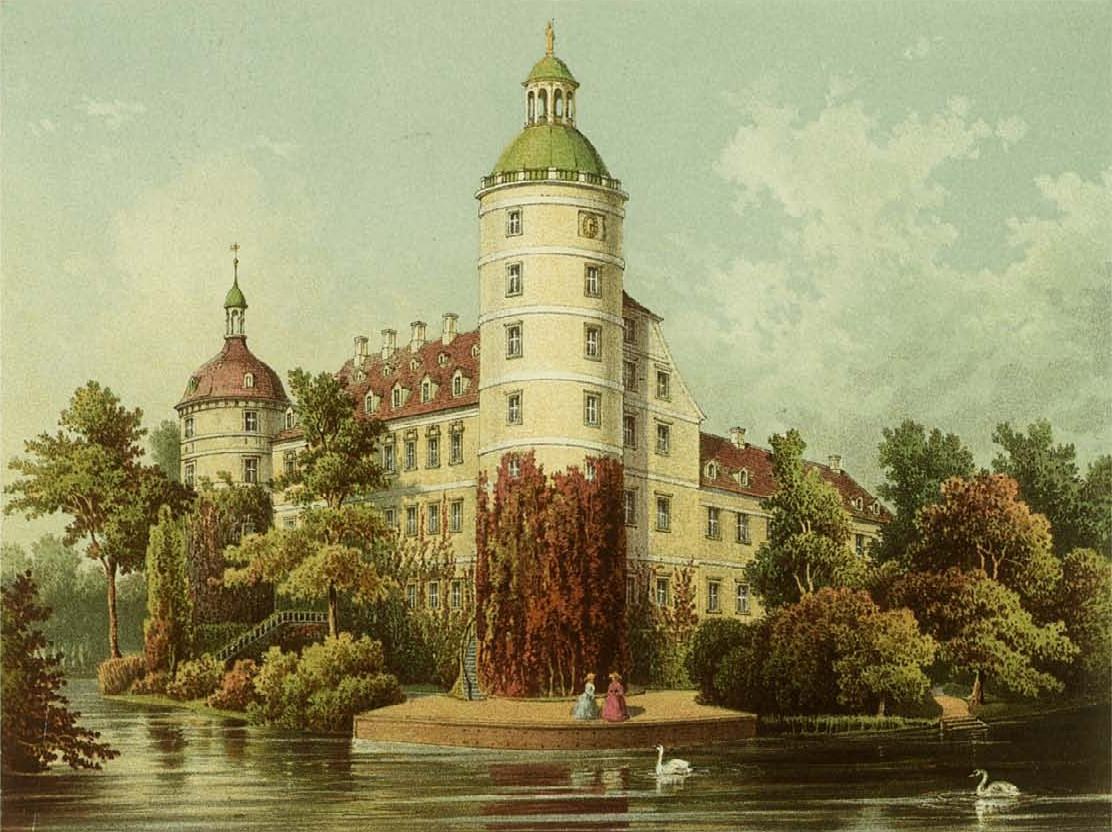
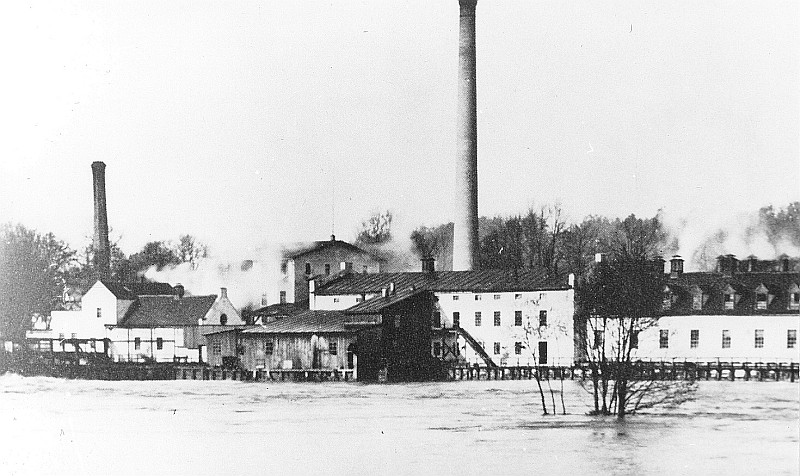
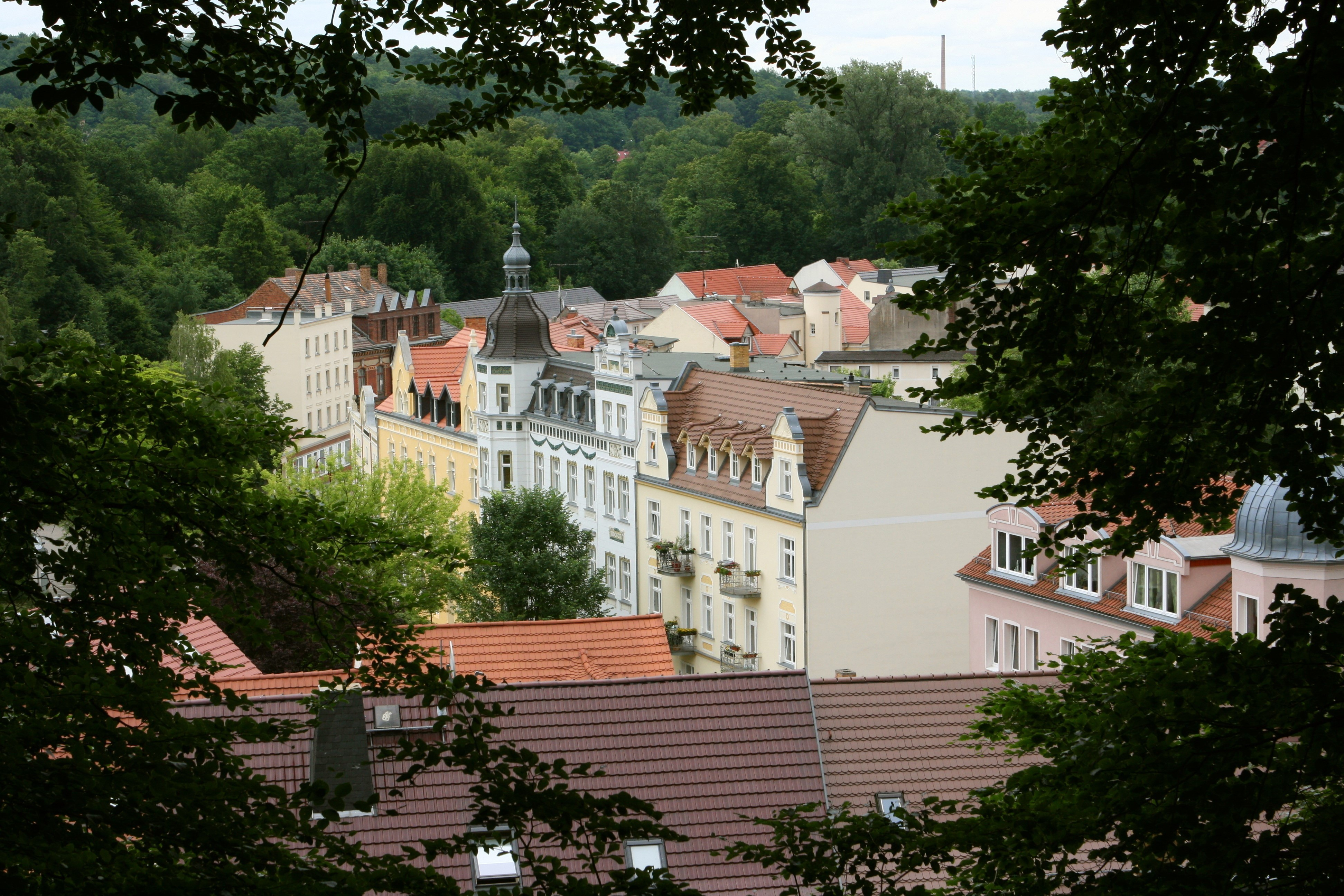
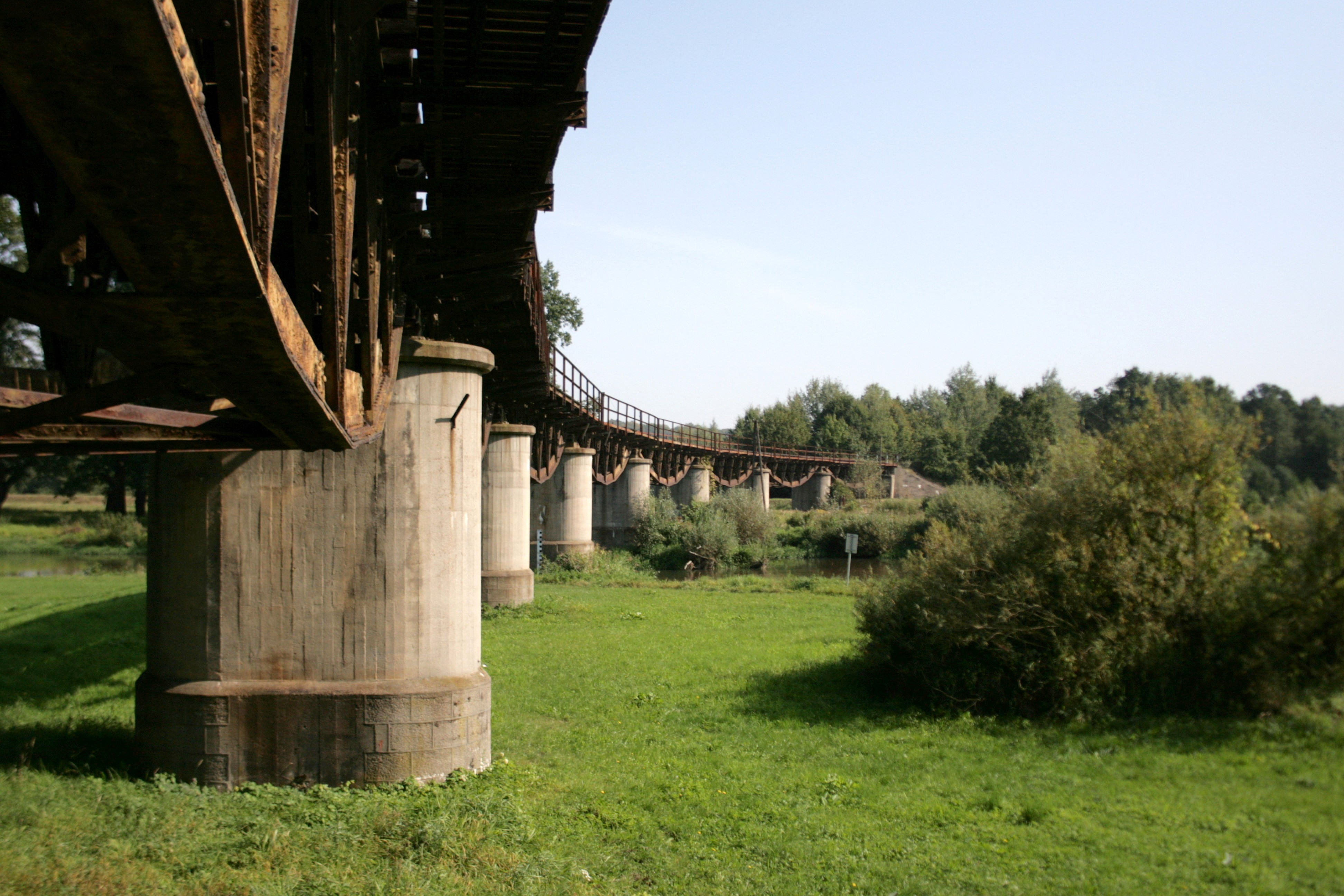